# Druhá vláda Múte Bourupa Egedeho
Druhá vláda Múte Bourupa Egedeho je 26. vládou Grónska. Vznikla rok po parlamentních volbách v roce 2021 a nahradila první Egedeho vládu.

## Vláda

### Vznik vlády
Před parlamentními volbami v roce 2021 a po nich došlo k velkým názorovým rozdílům mezi stranou Inuit Ataqatigiit a dříve vládnoucím Siumutem. Proto byla po volbách vytvořena koalice mezi Inuit Ataqatigiit a Naleraq. O necelý rok později Inuité Ataqatigiit a Siumut náhle oznámili vytvoření nové koalice. Ve spolupráci vlády s Naleraqem docházelo k častým problémům a neshodám. Bylo oznámeno, že Inuit Ataqatigiit získá šest ministerských postů, zatímco Siumut získá čtyři ministerské posty a předsednictví parlamentu. Oznámení složení nové vlády a její slavnostní přísaha se konaly 5. dubna.

### Proměny
Dne 22. září 2023 odstoupila Mimi Karlsen, aby se ujala funkce předsedkyně parlamentu. Téhož dne dobrovolně odstoupil Karl Tobiassen, neboť převzal odpovědnost za to, že nebyl schopen včas předložit nový zákon o rybolovu. Dne 25. září téhož roku tak došlo k zásadní obměně téměř všech ministerstev, kdy Petera Olsena, Mimi Karlsenovou a Karla Tobiassena nahradili dosavadní předseda parlamentu Kim Kielsen, Agathe Fontainová a Hans Peter Poulsen. Rovněž bylo zřízeno nové ministerstvo pro nezávislost.

## Členové vlády
| Ministři/ministryně                       | Resort                                                       | Poznámky                                  |
| ----------------------------------------- | ------------------------------------------------------------ | ----------------------------------------- |
| Múte B. Egede (Inuit Ataqatigiit)         | předseda vlády                                               |                                           |
| Múte B. Egede (Inuit Ataqatigiit)         | předseda vlády, ministr školství, kultury, sportu a církve   | od 30. května do 5. června 2023 (dočasně) |
| Múte B. Egede (Inuit Ataqatigiit)         | předseda vlády, ministr rybolovu, myslivosti a zdravotnictví | od 22. září do 25. září 2023 (dočasně)    |
| Aqqaluaq B. Egede (Inuit Ataqatigiit)     | suroviny a spravedlnost                                      |                                           |
| Aqqaluaq B. Egede (Inuit Ataqatigiit)     | vzdělávání, kultura, sport, církev, děti, mládež a rodina    | od 5. června do 25. září 2023             |
| Aqqaluaq B. Egede (Inuit Ataqatigiit)     | děti a mládež, vzdělávání, kultura, sport a církev           | od 25. září 2023                          |
| Agathe Fontain (Inuit Ataqatigiit)        | zdravotnictví                                                | od 25. září 2023                          |
| Erik Jensen (Siumut)                      | bydlení a infrastruktura                                     | do 25. září 2023                          |
| Erik Jensen (Siumut)                      | finance                                                      | od 25. září 2023                          |
| Mimi Karlsen (Inuit Ataqatigiit)          | děti, mládež, rodina a zdravotnictví                         | do 5. června                              |
| Mimi Karlsen (Inuit Ataqatigiit)          | zdravotnictví                                                | od 5. června do 22. září 2023             |
| Kalistat Lund (Inuit Ataqatigiit)         | zemědělství, soběstačnost, energie a životní prostředí       |                                           |
| Kim Kielsen (Siumut)                      | rybolov a lov                                                | od 25. září 2023                          |
| Vivian Motzfeldt (Siumut)                 | zahraničí, obchod a podnikání                                | do 25. září 2023                          |
| Vivian Motzfeldt (Siumut)                 | nezávislost a zahraničí                                      | od 25. září 2023                          |
| Naaja H. Nathanielsen (Inuit Ataqatigiit) | finance a rovnost                                            |                                           |
| Naaja H. Nathanielsen (Inuit Ataqatigiit) | finance, rovnost, suroviny a spravedlnost                    | od 5. června do 25. září 2023             |
| Naaja H. Nathanielsen (Inuit Ataqatigiit) | akvizice, obchod, suroviny, spravedlnost a rovnost           | od 25. září 2023                          |
| Peter Olsen (Inuit Ataqatigiit)           | vzdělávání, kultura, sport a církev                          | do 30. května 2023                        |
| Hans Peter Poulsen (Siumut)               | bydlení a infrastruktura                                     | od 25. září 2023                          |
| Jess Svane (Siumut)                       | práce a sociální věci, vnitro                                | do 25. září 2023                          |
| Jess Svane (Siumut)                       | trh práce, rodina, sociální věci a vnitro                    | od 25. září 2023                          |
| Karl Tobiassen (Siumut)                   | lov a rybolov                                                | do 22. září 2023                          |